# Fossa (torrente)
Il torrente Fossa (a volte denominato torrente Spezzano) è un torrente dell'Emilia-Romagna.

## Percorso
Nasce sotto Montebaranzone frazione di Prignano sulla Secchia e attraversando i comuni di Fiorano Modenese e Formigine, sfocia nel fiume Secchia in località Colombarone, dopo aver percorso circa 23 km.
È caratterizzato da una prima parte in cui scorre tra formazioni argillose di tipo calanchivo, adiacenti alle Salse di Nirano. Questo fa sì che il suo letto sia praticamente impermeabile e dunque le sue piene tumultuose e con esondazioni frequenti. Giunto in pianura è del tutto simile al torrente Tiepido a lui prossimo.
Peculiare il fatto che proprio a causa delle frequenti esondazioni nell'abitato di Formigine, il torrente fu deviato presso Cameazzo, facendolo confluire nel Secchia invece che nel Panaro come era nell'antichità.